# Гомеш, Диогу
Диогу Гомеш (порт. Diogo Gomes, 1420—1502) — португальский мореплаватель и исследователь на службе у инфанта Энрике. Участвовал в экспедициях по исследованию Гамбии и Сенегала, в одном из военных походов плавал вместе с Жилом Эаннишем. В 1460 году, по одной из версий, в одной из экспедиций вместе с генуэзцем Антонио да Ноли (англ. António de Noli) открыл некоторые из островов Зеленого мыса. 
Мартин Бехайм записал воспоминания Диогу, продиктованные им в конце своей жизни. Это произведение является весьма ценным (хотя подчас противоречивым) описанием географических открытий португальцев, совершённых в XV веке под руководством Генриха Мореплавателя (он же инфант Энрике).
Точная дата его смерти неизвестна. По данным некоторых исследований, он скончался в 1485 году, другие историки (Peter Russell) утверждают, что он жил по крайней мере до 1499 года. Имеется документальное подтверждение, что Диогу Гомеш умер к 1502 году: это запись об оплате индульгенции его души, оплаченной вдовой мореплавателя.